# Ypthima granulosa
Ypthima granulosa är en fjärilsart som beskrevs av Butler 1883. Ypthima granulosa ingår i släktet Ypthima och familjen praktfjärilar. Inga underarter finns listade i Catalogue of Life.

## Bildgalleri

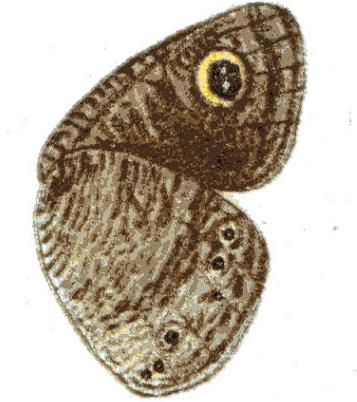
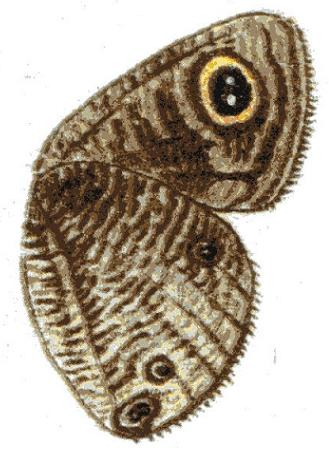
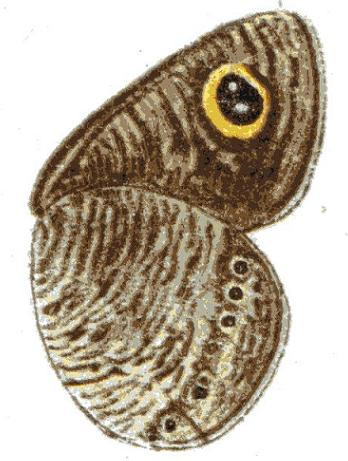
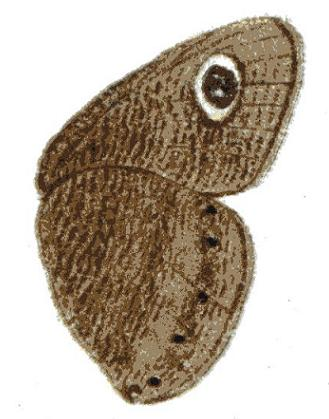
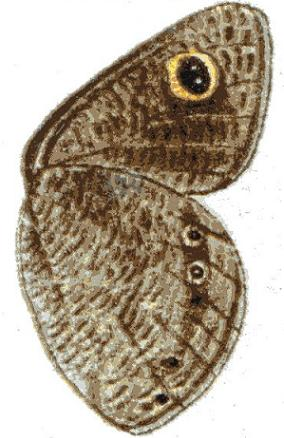